# Marco Solari
Marco Solari (Carona, 1355 circa – Milano, 8 luglio 1405) è stato uno scultore, architetto e ingegnere svizzero-italiano, detto de Frixono.

## Biografia
Fu capostipite dell'importante famiglia di scultori e architetti dei Solari da Carona. Fu il padre degli architetti Alberto, Pietro e Giovanni.
Nel 1387 lavorò al cantiere del Duomo di Milano in qualità di scultore e architetto. 
Nel 1395 progetta insieme a Giacomo da Campione la Certosa di Pavia.

## Genealogia dei Solari da Carona
|                                                  |                                                  | | | | |                                                                     |                                                                     |                                                  |                                                  |
|                                                  |                                                  | | | Marco (menz. 1387-1405), architetto e scultore                                                                                         | |                                                                     |                                                                     |                                                  |                                                  |
|                                                  |                                                  | | | | |                                                                     |                                                                     |                                                  |                                                  |
|                                                  |                                                  | | | | |                                                                     |                                                                     |                                                  |                                                  |
|                                                  |                                                  | Alberto | Alberto | Giovanni (Campione d'Italia 1400 circa - Milano 1484 circa) ingegnere della Certosa di Pavia (1428-62) e del Duomo di Milano (1452-69) | Giovanni (Campione d'Italia 1400 circa - Milano 1484 circa) ingegnere della Certosa di Pavia (1428-62) e del Duomo di Milano (1452-69) | Pietro                                                              | Pietro                                                              |                                                  |                                                  |
|                                                  |                                                  | | | | |                                                                     |                                                                     |                                                  |                                                  |
|                                                  |                                                  | | | | |                                                                     |                                                                     |                                                  |                                                  |
|                                                  |                                                  | Guiniforte (o Boniforte) (Milano 1429 - ivi 1481) ingegnere della Certosa di Pavia (1462-81) e del Duomo di Milano (1459-81) | Guiniforte (o Boniforte) (Milano 1429 - ivi 1481) ingegnere della Certosa di Pavia (1462-81) e del Duomo di Milano (1459-81) | Francesco (attivo 1446-1469) architetto e scultore                                                                                     | Francesco (attivo 1446-1469) architetto e scultore                                                                                     |                                                                     | Bartolomeo o Bertola(?)                                             | Bartolomeo o Bertola(?)                          |                                                  |
|                                                  |                                                  | | | | |                                                                     |                                                                     |                                                  |                                                  |
|                                                  |                                                  | | | | |                                                                     |                                                                     |                                                  |                                                  |
| Maddalena nel 1476 sposò Giovanni Antonio Amadeo | Maddalena nel 1476 sposò Giovanni Antonio Amadeo | Francesco | Francesco | Pietro Antonio (Milano ? metà sec. 15º - Mosca 1493) Architetto e scultore                                                             | Pietro Antonio (Milano ? metà sec. 15º - Mosca 1493) Architetto e scultore                                                             | Cristoforo, detto il Gobbo (1467/1470 - 1524) architetto e scultore | Cristoforo, detto il Gobbo (1467/1470 - 1524) architetto e scultore | Andrea (circa 1460 - circa 1520)Pittore milanese | Andrea (circa 1460 - circa 1520)Pittore milanese |